# Acolastus tsaganicus
Acolastus tsaganicus es un coleóptero de la familia Chrysomelidae.
Fue descrita científicamente por primera vez en 1980 por Medvedev.